# Sempervivum macedonicum
Sempervivum macedonicum és una espècie de planta amb flors de la família de les crassulàcies (Crassulaceae) del gènere Sempervivum.

## Descripció
Sempervivum macedonicum creix com una planta de roseta de fulles simples de color blau-verd. Les fulles són lanceolades, ciliades i sèssils, apuntades a la punta i finament peludes, de color verd apagat, vermelloses prop de l'àpex per ambdós costats. Forma catifes i pot arribar a fer entre 5 a 10 cm d'alçada. Aquesta espècie floreix de juliol a agost amb tiges florals de moltes flors estelades de color rosa porpra clar. Les flors fan de 2 cm d'ample amb 13 a 16 pètals de color lila rosat a vermell. La franja mitjana dels pètals és de color vermell o violeta. La meitat de la floració és de color porpra.

## Distribució i hàbitat
Sempervivum macedonicum és nativa al nord d'Albània al nord-oest de Macedònia del Nord. És una planta perenne suculenta i creix principalment al bioma temperat. En el seu hàbitat creix a les muntanyes a elevacions superiors als 2300 m sobre el nivell del mar.

## Taxonomia
Sempervivum juvanii va ser descrita per Praeger i publicat a Bull. Inst. Jard. Bot. Univ. Belgrade 1: 212, a l'any 1930.
Etimologia
Sempervivum: nom compost per a dues paraules llatines Semper ("sempre") i vivus ("vivent"). Són Sempervivum a causa de ser plantes perennes que mantenen les fulles a l'hivern, i ser força resistents a condicions dificultoses de creixement.
macedonicum: epítet geogràfic llatí que al·ludeix a on es va descobrir aquesta espècie, a Macedònia.